# Надин (фильм)
«Надин» (англ. Nadine) — кинофильм.

## Сюжет
Надин оказывается свидетельницей убийства, ей приходится убегать как от полиции, так и от убийц. На помощь приходит её бывший муж, оба они оказываются вовлечёнными в различные приключения.